# Karel Mrázek (letec)
Karel Mrázek (29. listopadu 1910 Náchod – 5. prosince 1998 Jablonec nad Nisou) byl československý vojenský pilot, v době druhé světové války jeden z velitelů 313. československé stíhací peruti a Československého stíhacího křídla.

## Mládí a služba v československém letectvu
Pocházel z rodiny výpravčího. Vystudoval Vyšší průmyslovou školu elektrotechnickou v Brně. Po nástupu na základní vojenskou službu v roce 1932 absolvoval nejprve školu pro důstojníky letectva v záloze, kde získal kvalifikaci leteckého pozorovatele. Dále studoval na leteckém oddělení Vojenské akademie. Akademii ukončil 1. července 1935 jako poručík a zároveň byl jmenován pilotem letcem. Sloužil napřed u 14. pozorovací, později u 35. stíhací letky. Polním pilotem letcem byl jmenován 1. dubna 1937. Dne 31. srpna téhož roku se ve věku 26 let stal nejmladším velitelem letky v československém letectvu, když byl jmenován prozatímním velitelem 33. stíhací letky, vyzbrojené Aviemi B-534. Dne 1. listopadu 1937 získal kvalifikaci nočního stíhacího pilota. V československém letectvu sloužil až do německé okupace 15. března 1939.

## Druhá světová válka
Na konci května 1939 odešel z protektorátu přes Polsko do Francie. Zde podepsal pětiletý závazek do Cizinecké legie. V legii sloužil v alžírském Sidi Bel Abbès, po vypuknutí druhé světové války absolvoval v severní Africe přeškolení na francouzské letouny a dále v Oranu působil jako instruktor na letounech MS.406. Po německém útoku byl odeslán do metropolitní Francie, ale do bitvy se již výrazněji zapojit nestihl a vykonal pouze dva operační lety.
Po porážce Francie uprchl do Velké Británie a 2. srpna 1940 byl přijat do RAF. Byl přeškolen na stroje Hawker Hurricane, poté byl krátce přidělen k 43. a od 17. září k 46. stíhací peruti. Bojoval v bitvě o Británii, 27. září musel nouzově přistát s hořícím letounem. Podařilo se mu poškodit jeden nepřátelský letoun a 11. listopadu sestřelil dva Fiaty CR.42 Corpo Aereo Italiano. Ve 46. peruti sloužil až do 2. května 1941, po krátkém působení v 257. peruti byl 17. května převelen k nově se formující 313. československé stíhací peruti, vyzbrojené letouny Supermarine Spitfire. Nejprve byl velitelem letky A, od 15. prosince 1941 celé peruti. Po smrti velitele Československého stíhacího křídla Aloise Vašátka byl Mrázek 26. června 1942 jmenován na jeho místo. Jednotka se pod Mrázkovým velením účastnila například nájezdu na Dieppe. Operační činnost ukončil 31. března 1943, jeho nástupcem ve velitelské funkci se stal František Doležal. Za úspěšné velení čs. křídlu byl Karel Mrázek písemně pochválen inspektorem čs. letectva Karlem Janouškem a jako první československý letec vyznamenán britským Řádem za vynikající službu.
V RAF vykonal celkem 261 bojových letů v trvání 338 hodin, čímž vysoce překročil předepsaný operační turnus 200 hodin. Z toho nad nepřátelským územím provedl 93 bojových letů v trvání 143 hodin. Celkem sestřelil čtyři nepřátelské letouny (z toho jeden ve spolupráci), jeden sestřelil pravděpodobně a tři poškodil.
Krátce sloužil jako velitel letiště Churchstanton, jako první československý letec studoval na Vysoké válečné letecké škole (RAF Staff College). Od 23. srpna 1943 působil v operačním oddělení na stíhacím velitelství RAF (Fighter Command), od 7. března 1945 byl velitelem československé styčné skupiny u Fighter Command. V této funkci byl povýšen do britské hodnosti Group Captain.

## Poválečná kariéra
Do osvobozeného Československa se vrátil 6. června 1945, krátce sloužil na operačním oddělení velitelství letectva a jako velitel 3. letecké divize. Od 30. října 1945 nastoupil do 3. ročníku Vysoké školy válečné v Praze, kterou úspěšně absolvoval 22. července 1946. Od 14. července 1946 byl opět velitelem 3. letecké divize.
Mrázek měl výhrady k poválečnému politickému vývoji v Československu i k přejímání sovětských vzorů při obnovování armády a letectva. V červnu 1947 se stal členem národně socialistické strany.
Po komunistickém převratu byl 27. března 1948 zbaven velení a 1. května odeslán na nucenou dovolenou. Kvůli podezření z přípravy emigrace byl přes dva měsíce ve vazbě v „hradčanském domečku“, ale pro nedostatek důkazů propuštěn. Z československého letectva byl 1. listopadu 1948 propuštěn bez nároku na výsluhu.

## Po propuštění z letectva
Žil v Jablonci nad Nisou, po vystřídání několika zaměstnání od roku 1952 až do odchodu do důchodu v roce 1974 pracoval jako vedoucí odboru hospodaření s nářadím v n. p. Autobrzdy. V roce 1965 byl částečně rehabilitován.
Byl členem Svazu protifašistických bojovníků.
Od 21. prosince 1979 vedla Státní bezpečnost na Mrázka svazek v kategorii PO (prověřovaná osoba) kvůli podezření ze spolupráce s cizí zpravodajskou službou. Podezření se nepotvrdilo a svazek byl 5. června 1985 uložen do archivu.
Po sametové revoluci byl Karel Mrázek plně rehabilitován a 1. května 1990 společně s Františkem Fajtlem a Pavlem Kocfeldou povýšen do hodnosti generálmajora ve výslužbě. V roce 1997 vyšel pod názvem Velel jsem stíhačům Mrázkův životopis od Františka Fajtla.
Karel Mrázek zemřel 5. prosince 1998 v Jablonci nad Nisou. Byl oceněn řadou československých, britských a francouzských vyznamenání, je čestným občanem Náchoda a Jablonce nad Nisou. V Jablonci po něm byla v roce 2000 pojmenována ulice a v roce 2005 i park.

## Rodina
S dcerou diplomata Olgou Procházkovou se oženil 7. prosince 1943, měli spolu děti Lubora (* 1944) a Ivanu (* 1948). Jeho mladší bratr Emilián Mrázek (* 1920), radiotelegrafista u 311. bombardovací perutě, padl 21. srpna 1943 nad Biskajským zálivem. Starší bratr Rudolf zahynul v dubnu 1945 při sovětském bombardování Brna.

## Data povýšení
Podle publikace Vojenské osobnosti československého odboje 1939–1945

### Československé letectvo
- Poručík – 1. června 1935
- Nadporučík – 1. května 1940
- Kapitán – 28. října 1941
- Štábní kapitán – 28. října 1942
- Major – 7. března 1945
- Podplukovník – 1. srpna 1945
- Plukovník – 15. června 1946
- Generálmajor ve výslužbě – 1. května 1990

### Royal Air Force
- Pilot Officer – 2. srpna 1940
- Flying Officer – 27. prosince 1940
- Flight Lieutenant – 17. května 1941
- Squadron Leader – 15. prosince 1941
- Wing Commander – 26. června 1942
- Group Captain – 1. dubna 1945

## Vyznamenání
Podle publikace Vojenské osobnosti československého odboje 1939–1945
- Československý válečný kříž 1939, udělen 4x (6. března 1941, 27. května 1942, 5. května 1943
- Československá medaile Za chrabrost před nepřítelem, udělen 3x (1. září 1941, 26. října 1942)
- Československá vojenská medaile za zásluhy, I. stupeň (26. června 1944)
- Pamětní medaile československé armády v zahraničí, se štítky Francie a Velká Británie (7. března 1944)
- Řád Milana Rastislava Štefánika , III. třída (8. května 1991[7][8])
- Řád za vynikající službu (DSO) (18. prosince 1942)
- Záslužný letecký kříž (DFC) (1. července 1942)
- Hvězda 1939–1945 with Battle of Britain Clasp (7. února 1945)
- Air Crew Europe Star
- Defence Medal
- War Medal 1939–1945
- Croix de guerre, avec palme (1984)
- Médaille commémorative des services volontaires dans la France libre
- Národní řád za zásluhy, IV. třída – důstojník (1994)
- a další